# ジョリー惑星
ジョリー惑星（ジョリーわくせい）は、松竹芸能（東京）に所属していた女性お笑いコンビ。2015年結成、2019年解散。

## メンバー
- フラポテおおた（1989年3月27日（36歳） - ）
群馬県前橋市出身[2]。
身長165cm、血液型O型。
本名:おおたさゆり
兄が居る[3]。
小学生の頃から演劇好きで[4]、最初は役者志望だった。
舞台芸術学院演劇部本科59期生卒業[5]。
憧れのお笑い芸人はいとうあさこ[6][7]。
ガリガリ君のパッケージでのキャラクターのポーズが特技で[8]、ネタの中にも取り入れたことがある。
好きな食べ物は米[9]、フライドポテト[10]。子供の頃は健康志向の親のために、フライドポテトを食べさせてもらえず、上京後はその反動からフライドポテトを食べまくるようになった[4]。フライドポテトグッズも集めている[4]。ステージ衣装も胸にフライドポテトの絵のワッペンを着けたものを着用している[11]。また、高校生の頃から大食いな所がある[4]。
好きな漫画はグルメ漫画[4]。
南こうせつ、かぐや姫の曲を好む[5][12]。小学1年生の時に南こうせつのコンサートに行った帰り、電車に乗る時にホームで同じく帰る所だった南に偶然出会い、その場で一緒に撮らせてもらった。その写真は今でも持っており、2018年3月14日放送「イッテンモノ!」（テレビ朝日）で紹介したことがあった[13]。
ディスクジョッキー「DJ芋」を一日だけであるがやったことがある。この時は大好きな南こうせつの曲を流したという[14]。
雨の日の土の匂いで落ち着くので、梅雨の季節が好きだという[15]。
芸人女子野球部『ミラクルキッシーズ』でも活動していた。（～2016年まで）[16]。
かつては、同じ舞台芸術学院で出会った、まきとのコンビ『WASABI』で活動。WASABIは、まきの引退により2012年3月に解散[17]。
白幡いちほとのコンビを2012年8月に結成、この最初のコンビ名は『ハネリスピカ』（トゥインクルコーポレーション所属）[18][19]、2013年3月1日を以ってコンビ名を『少女ジャンプーズ』に改名[20][21]。少女ジャンプーズは2014年7月に解散[22]。

- ⊿あべみな（1990年7月19日（34歳） - ）
宮城県牡鹿郡女川町出身
身長164cm
妹と弟[23]が居る。
自ら付けたキャッチコピー的なものは「見た目が夜のお姉さん」[24]「東北のハイヒールモモコ」[25]。
芸名の「⊿」は発音しない[11]。これを付けた理由は、ファンであるポルノグラフィティのライブ「11th ライヴサーキット “∠TARGET”」から「∠」を頭に付けたかったが、ちょっと鋭すぎるというイメージから、ポルノグラフィティと同じ事務所（アミューズ）のPerfumeのアルバム「⊿（トライアングル）」から拝借した[26]。ジョリー惑星のメンバーになってから「⊿」を付けている[27]。
宮城県石巻高等学校卒業[28][29]、釧路公立大学経済学部経済学科卒業[30][31]。
ポルノグラフィティのファン。それが高じて、ポルノグラフィティの故郷・因島に旅行に行ったこともある[32]。
好きな食べ物はアワビ、黒豆[33]、土鍋で炊いたご飯[9]、スープカレー[34]。嫌いな食べ物はカスタード、揚げ物[32]（相方のおおたと違って、フライドポテトも嫌い[35]）。そしてスープカレーは好きだがカレーは嫌いだという[34]。
特技は物真似（中島美嘉、CHARA、椎名林檎、SEKAI NO OWARI・Fukase、星野源、菅野美穂 など）[36][37]、バナナの早食い（高校3年の時の文化祭でバナナの早食いに挑戦し、て1位になった）[26]、ポスカアート[36]。松竹芸能の劇場の新宿角座が入居するビル「WaMallトップスハウス」の1階のワインバー・レストラン店舗の窓面のブドウの絵の製作を務めている[38]。
高校生時代の部活はボート部[39]。2007年の東北高等学校ボート選手権大会には宮城選抜メンバーとして出場[40]。
大学時代のサークル活動は『女子フットサル☆CBS』で、創設メンバーであり、4年間キャプテンを務めていた[41]。そのため、フットサルが得意[32]。一方で「キャンプ部」にも参加していた[42]。この他、得意なスポーツはバドミントン[32]。
北海道釧路市の鳥取神社で毎年、9月に行われる「釧路女相撲大会」に学生時代から毎回出場している[43]。チャンピオンに勝ったこともある[36]。2017年9月14日開催の同大会で優勝し、9代目横綱となった[44]。
地理歴史、公民、商業の高等学校教諭一種免許状、社会科の中学校教諭一種免許状をそれぞれ持っている他、eco検定にも合格[26]。
相方・おおたと同じく、芸人女子野球部『ミラクルキッシーズ』でも活動していたが、2016年8月末に退部を発表[45]。
大学卒業後に芸人の道を選んだ大きなきっかけとなったのは東日本大震災で、⊿あべみなは在学先の釧路から女川の実家に帰省していたその時に被災。死ぬまでに悔いなく生きたいのと、故郷を笑いで応援したいという思いから芸人を志す[11]。ちょうどその頃、先に東京へ行っていた大学時代の先輩（後に「ちむちむちぇりー」の相方となる「みゆちむ」）に笑いに誘われ、最初は特に組むつもりが無かったが、試にお笑いライブに出るためにみゆちむと組んだのがお笑いのキャリアの始まりとなった[26]。
大学卒業後の2013年4月、松竹芸能タレントスクールに23期生として入学。同スクール在学中の2013年4月6日に同じ大学の学生だったみゆちむ[46]と、川端のん子とのトリオ『ちむちむちぇりー』を結成。しかし同スクール卒業後間もない2014年4月11日に川端が脱退し、コンビとなる。ちむちむちぇりーは2015年4月に解散[47]。
スクールの同期にガール座、脇屋敷、大納言光子らがいる。[48][49]
2019年にコンビ解散後も松竹芸能に残っていたが、2020年3月31日を以って松竹芸能を退所[50]。翌月4月に男女トリオの「ストロベリーロマンス」を結成し[51]、K-PROに移籍。2021年3月14日開催の事務所ライブ「バイバンク」を最後に脱退し[52]、その後はピン芸人と活動していた。2022年3月9日、元マゼランブルの三好裕貴とのコンビ「あさがえり」を結成し、自分の芸名も「⊿あべみな」から「あべみな！」に変えたことを発表[53]。2023年1月7日にあさがえりは解散し[54]、自分はK-PROを退所してフリーになったことを発表[55]。2023年8月に3年5か月ぶりに松竹芸能に復帰[56]。
宮城県石巻市で行われる「笑いで石巻を盛り上げるお笑いマスター決定戦」では、あさがえりとして出場した2022年の第3回はグループ部門で、ピンで出場した第4回はピン芸人部門でそれぞれ続けて優勝[57][58]。
2024年2月7日、芸名を「ミナノワール」に改めたことを発表[59]。

## 来歴・概説
少女ジャンプーズを2014年7月に解散し、その後ピンで活動していたおおたさゆりと、2015年4月にちむちむちぇりーを解散した⊿あべみなの二人により、2015年5月から『アポロ満天』という仮のユニット名で不定期に活動した後、2016年2月1日から正式に『ジョリー惑星』として活動を開始。おおたがお笑いを「すぐやめそう」と思ったことから、あべみなからアプローチした。同時におおたの芸名は「フラポテおおた」となり、⊿あべみなが以前から所属している松竹芸能東京に移籍。コンビ名のうち「ジョリー」はおおたの体毛の具合から、「惑星」は、あべみなの好きなポルノグラフィティの曲『惑星キミ』から採っている。
2018年にスタートする芸能人女子eスポーツクイーン決定戦「EQリーグ」に2人とも、松竹芸能チーム「Shochiku Sisters」にメンバーとして参加。⊿あべみなはそのキャプテンに就いた。
2019年9月に解散。ジョリー惑星として最後の出演は、2019年10月16日開催の『なんとなくPINKPINK』（東京・錦糸町 シルクロードカフェ）だった。フラポテおおたは引退、⊿あべみなは元トノサマピエロ・クラチ、元コスモスライダー・石田とのトリオ「ストロベリーロマンス」で活動、2020年7月よりK-PRO所属。⊿あべみなは2021年3月14日のライブ『バイバンク』を最後にストロベリーロマンスを脱退、しばらく活動休止の後、活動を再開（ストロベリーロマンスは石田とクラチの二人で活動を継続、後に新メンバーとしてクドウミキコが加入）。なお、K-PROには引き続きピン芸人として在籍、2022年3月の「あさがえり」結成、2023年1月のあさがえり解散を経てK-PROを退所しフリーになっている。
これまで、コント、漫才ともに演じていた。コントはネタが出来たら二人で即興コントをやってみて面白かったのものを使い、漫才はお互いにボケネタを羅列していって形にする、という流れでネタ作りをしていたという。ジョリー惑星として初出場となったキングオブコント2016では2回戦まで進出。ネタの題材は「よくいる女」が多く、「勘違い女」（ストーカーを真剣に愛情表現と思い込んで喜ぶ）、「ひがみ女」（女友達の幸せに横槍を入れる）、「潔癖症の女」などのネタがあった。漫才では、⊿あべみなが「～じゃなーい？」などという台詞の時におおたの方に向けて大きく頭と髪を振るアクションを見せていた。また、おおたには「ポテトあ～げ～た～て～!」の台詞などを発する「フライドポテト人間」のネタ・パフォーマンスがあった。

## 出演

### テレビ
- 幸せ!ボンビーガール（日本テレビ）- 2014年3月11日、おおたのみ「少女ジャンプーズ」時代の出演[7]
- お説教アイドル 叱るGENJI（朝日放送）- 2014年1月10日、おおたのみ「少女ジャンプーズ」時代の出演
  - 叱るJr.（朝日放送）- 2013年12月20日、おおたのみ「少女ジャンプーズ」時代の出演
- 『お・ま・た・せ♪ゲーム王』～すごい奴がやってきたSP～!（朝日放送）- 2014年2月21日、おおたのみ「少女ジャンプーズ」時代の出演
- ランク王国（TBS）- 2014年8月10日、⊿あべみなのみ「ちむちむちぇりー」時代の出演[69]
- 一夜づけ（テレビ東京）- 2016年5月9日[70]、2017年12月18日（「第一回ドラマ見たくなる漫才王決定戦」の企画で出演）[71]、2017年12月25日（同）[72]
- ピエール瀧のしょんないTV（静岡朝日テレビ）- 2016年6月30日[73]・7月7日[74]、「ミラクルキッシーズ」のメンバーとして出演
- 東京オーディション(仮)（TOKYO MX）- 2016年11月8日初出演[75]
- ウチのガヤがすみません!（日本テレビ）- 2017年8月8日（初出演、この回は⊿あべみなのみ）[76]、2018年4月10日（この回は2人とも出演）[77]
- すぎなみスタイル（ジェイコム東京）- 2017年10月～ レギュラー出演[78]
- キスマイ超BUSAIKU!?（フジテレビ）- 2018年3月1日、あべみなのみ[79]
- イッテンモノ!（テレビ朝日） - 2018年3月14日、おおたのみ[13]
- ブラ迷相談部 その悩み!小杉と吉田まで（東海テレビ） - 2018年3月21日、おおたのみ[80]
- 東京お笑いライブマニア「パーパー単独ライブ ほいほいはひふへほ」（テレ朝チャンネル）- おおたのみ、2018年4月6日・4月13日「あいなぷぅの休日、見せちゃうぞ!」コーナーに出演[81]。
- 東京らふストーリー（テレビ朝日） - 2018年7月6日深夜、⊿あべみなのみ、テーマ「女芸人の切なすぎる恋」の紹介役として出演[82]

### ラジオ
- You Gotチャンネルα（エフエム西東京）- ⊿あべみなのみ「ちむちむちぇりー」時代、2014年8月から同年12月23日までレギュラー出演[83]
- サンドウィッチマンの天使のつくり笑い（NHKラジオ第1放送） - 2018年7月2日[84]

### CM
- ライフバル「ショップ店員」篇（東京ガス、ラジオCM） - おおたのみ[85]
- めちゃコミック - 2018年10月から、二人とも出演（声のみ）[86]

### 映画
- サンマとカタール（2016年、東京テアトル） - ⊿あべみなのみ。女川町復興推進課の技術参事として働いていた父の紹介と共に、母、妹と一緒に出演[87]
- 笑う招き猫（飯塚健監督作品　2017年4月29日公開）

### 舞台
- 劇団ズッキュン娘 第二回公演『猪突タッチアップ』（2013年4月25日～2013年4月29日　北池袋新生館シアター）おおたのみ「少女ジャンプーズ」時代の出演
- 劇団ズッキュン娘 コラボ公演『グッバイ、マザー』（2013年12月7日～2013年12月15日　Shibuya Milkyway）おおたのみ「少女ジャンプーズ」時代の出演

### Web配信
- アイ恋。 ～相席からはじまる恋物語～（2016年5月 - 7月 全12話 YouTube配信）[88]
- バラエティ開拓バラエティ日村がゆく（2018年11月28日、AbemaTV）[89]
- ゲームドライブ「電脳◯乙女団の非電脳アナログゲーム録」（） - おおたのみ

### ライブ
- 鍋横プラネタリウム～ジョリー惑星と星を見る会～（2016年8月6日　新中野ワニズホール　ゲスト：大和優雅（映画監督））[90]
- 俄然昂然（ADVANCE、伊村製作所、ガクヅケ、タイーク、タイムボム、パーパー、真夜中クラシックとのユニットライブ[91]　第1回は2017年1月22日[92]）

### 松竹芸能ライブ
※この節はジョリー惑星結成以降のもののみ取り上げる、会場は全て松竹芸能新宿角座。
- 関東ゲラゲラBRONZE
  - 2016年6月7日(1位＝SILVER昇格)[93]
  - 2016年7月5日(MCのみ)[94]
  - 2016年10月4日(6位＝BRONZE残留)[95]
  - 2016年11月1日(8位タイ＝BRONZE残留)[96]
  - 2016年12月6日(10位＝BRONZE残留)[97]
  - 2017年1月10日(11位＝BRONZE残留)[98]
  - 2017年2月7日(8位タイ＝BRONZE残留)[99]
  - 2017年3月7日(1位タイ＝SILVER昇格)[100]
- 関東ゲラゲラSILVER
  - 2016年6月14日(1位＝GOLD昇格)[101]
  - 2016年9月20日(10位タイ＝BRONZE降格)[102]
  - 2017年3月14日(6位タイ)[103]
- 関東ゲラゲラGOLD
  - 2016年6月21日(4位タイ＝GOLD残留)[104]
  - 2016年7月19日(6位＝GOLD残留)[105]
  - 2016年8月16日(9位＝SILVER降格)[106]
- 松竹Ａライブ
  - 2016年8月19日[107]
  - 2016年12月23日(8位タイ)[108]
- キングオブコント対策ライブ(2016年7月2日)[109]
- 松竹若手芸人下克上バトル「竹」 
  - 2017年7月4日(13位＝ネタ見せ降格)[110]
  - 2017年9月5日(8位タイ＝竹残留)[111]